# Helicia calocoma
Espèce
Statut de conservation UICN

 VU B1+2c : Vulnérable
Helicia calocoma est une espèce de plantes à fleurs de la famille des Proteaceae. C'est une espèce endémique de Papouasie-Nouvelle-Guinée. Elle est menacée du fait de la disparition de son habitat.

## Publication originale
- Muelleria 6(1/2): 79. 1985.